# わたしたちは無痛恋愛がしたい 〜鍵垢女子と星屑男子とフェミおじさん〜
『わたしたちは無痛恋愛がしたい 〜鍵垢女子と星屑男子とフェミおじさん〜』（わたしたちはむつうれんあいがしたい かぎあかじょしとほしくずだんしとフェミおじさん）は、瀧波ユカリによる日本の漫画作品。『&Sofa』（講談社）にて、2021年11月22日より連載中。鍵垢でしか本音が言えない「鍵垢女子」が、年上の「フェミおじさん」と出会ったことから始まる、フェミニズムをテーマとした作品。

## あらすじ
主人公のみなみは恋愛体質な20代の女性。考えたことをTwitterの鍵垢で呟く「鍵垢女子」である。傷心しても恋愛をしていたみなみであったが懲りず、顔が良いクズの「星屑男子」・恵比島千歳に恋をしており、千歳には本命の彼女や何人かの交際している女性がいるが、それでも彼女になりたいと考えていた。「繁華街などで弱そうな女性だけを狙い、わざと強くぶつかる危害を加えてくる男性」である「わざぶつ」の話を友人の栗山由仁から聞いたみなみはその被害に遭ったところ、「フェミおじさん」の月寒と出会う。それによりみなみは「自分なりに不条理な自分の立ち位置や、社会について考えるように」なっていく。
10年が経過し、30代となったみなみは「言葉」を手にする。鍵垢に思いを呟いていたみなみは、おかしいと感じたことを自身の言葉で表現できるようになったものの、千歳との関係は継続したままであった。そのころみなみの友人・うずらは、出産後に夫からのDVに苛まれていた。

## 登場人物
星置 みなみ（ほしおき みなみ）
本作の主人公。自身の考えをTwitterの鍵垢で呟く「鍵垢女子」。
月寒 空知（つきさむ そらち）
「女性の立場を尊重しつつ、寄り添ってくれる」ような「フェミおじさん」。
恵比島 千歳（えびしま ちとせ）
顔が良いクズの「星屑男子」。みなみから見ると、顔がよく、コミュ力が高く、実家が太い。
栗山 由仁（くりやま ゆに）
みなみの大学時代の友人。女性。Twitter上で「フェミ垢」を所持しており、みなみとは相互フォローをしている。恋愛に対しては冷めた感情を持つ。
うずら
みなみの友人。インフルエンサーで、「婚活マスター」として活動を行う。

## 作風
『このマンガがすごい!』によると、「女性が日々遭遇する地獄をポップに解説」している本作は、「令和のSNSマナーやフェミニズム論をこれでもかと盛りこみつつ、魅力的なキャラクターや予測不能なドラマを繰り広げてゆくバランスも小気味よく」描かれており、「共感せずにはいられない」作品である。木爾チレンは「現代のリアル」が描かれているといい、かとうちあきによると、本作では「みんなの『もやっ』を鮮やかに言語（マンガ）化」している。
朝井麻由美によると、「無痛な人間関係の中から恋愛は発生しうるのか、を考えるのも本作のテーマである」という。ライター・編集者の吉川明子によれば、「個性的なキャラクターを通して、彼女たちが日々遭遇する地獄や、フェミニズムのあり方が巧みに描き出されている」作品である。

## 制作背景

### 構想
『モトカレマニア』の連載終了後、作者の瀧波は本作の「大まかな構想」を開始。当初は恋愛漫画にしようだけ決定していたため、「チャラいクズ男を描きたい」、「クズを出すなら、正反対のタイプの男の人も出そう」くらいしか瀧波は考えておらず、「フェミニズムをテーマにしようと思って作り始めたわけでは」なかった。瀧波は自身のSNSでジェンダー関連の意見を発信しているが、「媒体の対象読者に合わせて、自分の中で枠をもうけている」ため、「自分の意見をそのまま漫画に描くという発想」があまりない。しかし『&Sofa』の編集者とのやり取りから、「自分で思っていたよりもジェンダーの話を入れていいんだ」と考えた瀧波は、「読者の見る目の高さに合わせて、どんどん盛り込んでいいんだ、と自分の中のリミッターが外れていった」といい、連載当初より「フェミ要素OK」であったのは『&Sofa』だったからであり、ほかの媒体なら異なる話になっていたかもしれないと話している。

### 連載開始後
2021年11月22日、『月刊アフタヌーン』（講談社）の編集部が運営するWebマンガサイト『&Sofa』が開設される。その開設時の漫画作品のラインナップの1作として、同日に本作の連載の連載を開始。当初は「クズ男との恋愛漫画」であったが、だんだんとフェミニズムがテーマとなっていった。単行本第2巻の途中までは、「まだ経験も知識も言葉も持って」おらず、「男の人に振り回されて、ひたすら自分が受け身で、だからといって突っぱねることもできない」20代のみなみが描かれている。その後30代になり、おかしいことを自分の言葉で発言するみなみが描かれる。当初より「『フェミニズムをテーマに』というストレートな依頼」であったら、第1話から後者を描いていたが、「それだと物語は起きない」ため、これで「今思えばよかった」と瀧波は話している。
瀧波によると、男性読者からは「読んでいてツラいらしい」感想が届くが、「単純に社会の構造を見せたいだけ」であり、「誰かを責めたくて描いているわけでは」ない。「みんな色々な生き方をしていて、どれが正解というわけではない」を前提として「単純に『知っている』だけで、人に対する想像力を持てたり、気づきを得たりしていただけたら嬉しい」と考え、制作されている。

### 無痛恋愛とは
作中に登場するが、「無痛恋愛」とはスウェーデンの漫画家のリーヴ・ストロームクヴィストの著書『21世紀の恋愛』で使われていた言葉である。「原文の表現は定かでは無い」が、日本語版で訳者のよこのななが「『無痛』恋愛」と訳している。瀧波が同作を読んだ際に、言葉のインパクトに「ちょっと時間が止まったように感じるくらいの衝撃を受け」て、「この言葉がとても気になり、痛みのない恋愛ってどんな恋愛だろう？ と思った」ことにより、ストロームクヴィストの「『無痛恋愛』とは少し意味合いが違う」が、「日本的な『無痛恋愛』を望む（けど全然うまくいかない）女性の物語を描いてみること」にするなど、構想が進んでいった。タイトルの命名時には「ふわっとしか考えていなかった」が、「女性側が思う『無痛恋愛』」とはつまり「加害や、搾取をされない恋愛」ではないかと、瀧波は話している。

### 鍵垢女子とフェミおじさん
瀧波は「いつも現代の女の子の姿を描きたい」と考えているが、「ここ数年は最近の女の子って「これ」といったわかりやすいイメージがあまり見えない」と感じていた。Adoのアイコンように「素性を隠して活動するアーティストも珍しくない」ため、「今の『見ようとしても見えない』ことを含めて時代を分析することで、現代の女の子像に近づいて」みようと考えたことにより、「本当は言いたいことを言いたいけどジャッジされたくない…という現代の女の子像が浮かんで」きて、「鍵垢女子」に至った。
「鍵垢女子」には「相手の評価を気にしてなかなか本音を言えない性質に目をつけた男がきっと寄ってきてつけこむだろう」と瀧波は考え、恋愛相手として「星屑男子」を設定。「そんな時に現れるべき」男性として浮かんだのが、「誠実でまともで女性を『女』ではなく『人』として接することができる『フェミおじさん』」であった。年齢差がある理由は、同年代の若者であれば主人公は「星屑男子」を捨て、話にならないと考えたためである。「フェミおじさん」について、連載前は「こんなおじさんいるわけない」などの理由から読者の興味を引けないのではないかと心配していたものの、期待の声が非常に大きかったため、瀧波は驚いたという。「フェミおじさん」には、特定のモデルはいない。

## 反響
連載開始直後は読者の9割が女性であったが、だんだんと男性の読者も増加していった。
「ホテル代割り勘問題」でみなみが相手の男性を論破する場面は、読者から「みなみの主張に賛同する人、しない人、さまざまな立場から熱量ある声」が上がり、SNSで大きな反響を得ている。そのほか「自分らしく生きたい女ほどクズに引っかかる法則」などの「あるあるネタ」についてもSNSで反響があった。

## 評価
2022年12月に発表された『このマンガがすごい! 2023』（宝島社）オンナ編にて、10位を獲得。
粟生こずえは、冬野梅子の『まじめな会社員』と本作には「〈理〉と私たちの〈今〉の感情をあきらかにする分析力」があり、共感だけでなく「胸に手を当てて己を深く省みさせられる刺激があるのも魅力」であると評している。
漫画研究者で相模女子大学教授の岩下朋世によると、2022年時点では読者視点からは「多様性などに関するコンシャスな問題意識が鋭い」作品が面白いといい、そういう作品として高野ひと深の『ジーンブライド』や岡田索雲の『ようきなやつら』とともに本作を挙げている。
藤本由香里は、とあるアラ子の『ブスなんて言わないで』と本作を「ジェンダーの問題に鋭く切りこみ、回を追うごとに突っこみの角度が変わり、別の場面を見せてくれる」ような「新しい時代の息吹を感じる作品」であると評している。
トミヤマユキコは「個人的な話と思いきや、社会的な話、構造的な話」ではないかという部分に近づいていくところが「怖くもあり、面白くもある話」であると評している。

## 書誌情報
- 瀧波ユカリ『わたしたちは無痛恋愛がしたい 〜鍵垢女子と星屑男子とフェミおじさん〜』講談社〈アフタヌーンKC〉、既刊7巻（2025年6月23日現在）
  1. 2022年5月23日発売[2][10]、ISBN 978-4-06-527905-2
  2. 2022年9月22日発売[11]、ISBN 978-4-06-529193-1
  3. 2023年3月23日発売[8]、ISBN 978-4-06-530804-2
  4. 2023年10月23日発売[26]、ISBN 978-4-06-532954-2
  5. 2024年5月22日発売[27]、ISBN 978-4-06-535418-6
  6. 2024年11月21日発売[28]、ISBN 978-4-06-537433-7
  7. 2025年6月23日発売[29]、ISBN 978-4-06-539633-9